# 小眼方尾鯧
小眼方尾鯧，為輻鰭魚綱鱸形目鯧亞目方尾鯧科的其中一種，分布於全球三大洋海域，棲息深度1-800公尺，本魚體狹長，體色黑褐色，尾部及頭部白色，胸鰭及腹鰭小，背鰭硬棘15-21枚，背鰭軟條12-15枚，臀鰭硬棘1枚，臀鰭軟條11-13枚，體長可達70公分，為外洋性魚類，成群活動，屬肉食性，以水母及櫛水母為食，有雪卡魚中毒的報告。

## 擴展閱讀
維基物種上的相關：小眼方尾鯧